# Andrés Clavijo Ortiz
Andrés Clavijo Ortiz (Cádiz, 1985) es un político español del Partido Popular y alcalde del municipio andaluz de Paterna de Rivera desde el 28 de mayo de 2023. 

## Biografía
Graduado en Derecho por la Universidad Internacional de La Rioja, está viudo y es padre de un hijo. Fue concejal del Ayuntamiento de Paterna de Rivera desde 2015 a 2019, año en el que ejerció como primer teniente de alcalde. 
Luego ha sido diputado autonómico por la provincia de Cádiz desde 2022 hasta 2023. Por último, desde dicho año es alcalde de Paterna de Rivera, diputado de Empleo, vicepresidente del IEDT ydelegado de Fomento y Empleo.
Es el primer alcalde del Partido Popular en la localidad.Además desde el 26 de junio es diputado provincial de Cádiz, tras la presidencia de Almudena Martínez del Junco.
El 19 de julio de 2025, Andrés Clavijo Ortiz fue candidato al senado por la provincia de Cádiz, quedando en las listas del Partido Popular el tercero, no siendo elegido a la cámara alta.